# Clásica Féminas de Navarra 2022
La Clásica Féminas de Navarra 2022, publicitada en inglés por la organización como Navarra Women’s Elite Classic 2022, fue la cuarta edición de la Clásica Féminas de Navarra, una competición de ciclismo en ruta de un día que es parte del Calendario UCI Femenino 1.Pro. Se celebró el 11 de mayo de 2022, un día después de la Emakumeen Nafarroako Klasikoa, quedando como ganadora la estadounidense Verónica Ewers del EF Education-TIBCO-SVB.

## Trazado
El recorrido presentó los siguientes muros: Muro de Olaverri, Muro de Tiebas, Muro de Biurrun, Muro de Tirapu, Muro de Artajona, El Perdón, Muro de Zariquiegui y Muro de Galar.

## Participantes
| translation for headoftableIII_translate index 58 not found (7)- Team BikeExchange-Jayco - EF Education-TIBCO-SVB - Human Powered Health - Liv Racing Xstra - Movistar Team - Roland Cogeas-Edelweiss Squad - UAE Team ADQ UCI Women's continental teams (4)- Arkéa Pro Cycling Team - Bizkaia-Durango - Colombia Tierra De Atletas-GW-Shimano - Stade Rochelais Charente-Maritime Equipos femeninos de ciclismo amateur (2)- Vipeq-La Vaca Purpura - Zaaf Unknown team category (8)- Bepink - Eneicat-RBH - Farto-BTC - Laboral Kutxa-Fundacion Euskadi - Massi Tactic - Río Miera-Cantabria Deporte - Sopela - Valcar-Travel & Service |
| |

## Día de la competición
La fuga consistió en: Lija Laizane, Aurela Nerlo, Yeny Lorena Colmenares y Usoa Ostolaza. Mireia Benito se une a ellos más tarde. Esta última sale sola en el Muro de Artajona. Un grupo de persecución formado por Ane Santesteban, Kristen Faulkner y Veronica Ewers sale a su caza. Realiza el cruce a 37 kilómetros de la meta. Su ventaja es entonces de un minuto, pero se reduce a unos segundos a diecisiete kilómetros de la meta. En el Muro de Galar, Verónica Ewers sale y recupera terreno en el pelotón. Benito es liberada. Ewers ganó en solitario frente a Santesteban.

## Clasificaciones

### Clasificación final
| \| Clasificación general \| Clasificación general \| Clasificación general \| Clasificación general \| Clasificación general \| \| Ciclista \| Ciclista \| Equipo \| Tiempo \| \| \| --------------------- \| --------------------- \| --------------------------------- \| --------------------- \| --------------------- \| \| 1.ª \| Veronica Ewers \| EF Education-TIBCO-SVB \| 3 h 27 min 52 s \| \| \| 2.ª \| Ane Santesteban \| Team BikeExchange-Jayco \| + 35 s \| \| \| 3.ª \| Kristen Faulkner \| Team BikeExchange-Jayco \| + 58 s \| \| \| 4.ª \| Mireia Benito \| Massi Tactic \| + 1 min 31 s \| \| \| 5.ª \| Jelena Erić \| Movistar Team \| + 3 min 52 s \| \| \| 6.ª \| Tamara Drónova \| Roland Cogeas-Edelweiss Squad \| + 3 min 52 s \| \| \| 7.ª \| Ruby Roseman-Gannon \| Team BikeExchange-Jayco \| + 3 min 52 s \| \| \| 8.ª \| Antri Christoforou \| Farto-BTC \| + 3 min 52 s \| \| \| 9.ª \| Nadia Quagliotto \| Bepink \| + 3 min 52 s \| \| \| 10.ª \| Noémie Abgrall \| Stade Rochelais Charente-Maritime \| + 3 min 52 s \| \| |                     |                                   |                 |
| |                     |                                   |                 |
| |                     |                                   |                 |
| Clasificación general |                     |                                   |                 |
| Ciclista | Ciclista            | Equipo                            | Tiempo          |
| 1.ª | Veronica Ewers      | EF Education-TIBCO-SVB            | 3 h 27 min 52 s |
| 2.ª | Ane Santesteban     | Team BikeExchange-Jayco           | + 35 s          |
| 3.ª | Kristen Faulkner    | Team BikeExchange-Jayco           | + 58 s          |
| 4.ª | Mireia Benito       | Massi Tactic                      | + 1 min 31 s    |
| 5.ª | Jelena Erić         | Movistar Team                     | + 3 min 52 s    |
| 6.ª | Tamara Drónova      | Roland Cogeas-Edelweiss Squad     | + 3 min 52 s    |
| 7.ª | Ruby Roseman-Gannon | Team BikeExchange-Jayco           | + 3 min 52 s    |
| 8.ª | Antri Christoforou  | Farto-BTC                         | + 3 min 52 s    |
| 9.ª | Nadia Quagliotto    | Bepink                            | + 3 min 52 s    |
| 10.ª | Noémie Abgrall      | Stade Rochelais Charente-Maritime | + 3 min 52 s    |

### Puntos UCI
| Posición              | 1   | 2  | 3  | 4  | 5  | 6  | 7  | 8  | 9  | 10 | 11 | 12 | 13 a 15 | 16 a 25 |
| Clasificación general | 125 | 85 | 70 | 60 | 50 | 40 | 35 | 30 | 25 | 20 | 15 | 10 | 5       | 3       |